# Prometazina
La prometazina és un fàrmac de tipus antihistamínic i antiemètic de primera generació que actua com antagonista del receptor H1 de la histamina.

## Ús indicat
El medicament està indicat com a antial·lèrgic tant per via oral com l'ús tòpic en forma de crema. També pot tenir forts efectes sedants i, en alguns països, es prescriu per a l'insomni quan les benzodiazepines estan contraindicades. Igual que amb la difenhidramina, la prometazina disminueix la latència del somni però no n'augmenta el temps total. Tots dos compostos són especialment útils per a pacients que no poden dormir bé a causa de reaccions al·lèrgiques agudes o la frisança que pot causar.

## Història
Els científics de Rhône-Poulenc a França van descobrir que la prometazina tenia propietats sedants més pronunciades que altres antihistamínics. El 1949, Henri Laborit, un anestesiòleg i cirurgià de l'armada francesa, que havia investigat diversos antihistamínics sintètics com a forma de "potenciar" els anestèsics per reduir la morbimortalitat pel xoc induït quirúrgicament, va provar la prometazina i va observar que l'administració d'un "còctel lític" (un narcòtic, sedant i hipnòtic) per induir una "hibernació artificial" va tenir èxit al disminuir l'ansietat del pacient i va incitar els científics de Rhône-Poulenc a buscar derivats de fenotiazina amb efectes similars.

## Usos fora de la indicació
És l'ingredient principal, juntament amb la codeína, del Purple drank (un terme de l'argot per a una droga recreativa popular en la comunitat hip-hop del sud dels Estats Units), que forma part d'un xarop per a la tos.
S'estudia la possibilitat d'utilitzar la prometazina en persones que pateixen cinetosi; no obstant això els resultats de diversos estudis difereixen entre si.

## Ús en l'embaràs i la lactància
Embaràs
La prometazina de vegades s'usa como a un antiemètic en l'embaràs i com a complement dels analgèsics narcòtics durant el treball de part. Hi ha hagut casos de dany embrió-fetal, però no hi va haver estudis que ho confirmessin. En general, l'ús de la droga en l'embaràs sembla de baix risc per a l'embrió-fetus. És de categoria C.
Lactància
Els mètodes de laboratori disponibles per a la detecció precisa de la prometazina en la llet de les mares humanes no són clínicament útils a causa del ràpid metabolisme de les fenotiazines. A causa del baix pes molecular (aproximadament 284), s'ha d'esperar l'excreció en la llet materna. Es desconeixen els possibles efectes d'aquesta exposició en un lactant.